# Marco Scacchi
Marco Scacchi (* um 1605 in Gallese bei Viterbo; † 11. September 1662 ebenda) war ein italienischer Kapellmeister und Komponist des Barocks.

## Leben
Nach seiner Ausbildung in Rom bei Giovanni Francesco Anerio zog es ihn nach Warschau, wo er ab 1624 als Violinist in der königlichen Kapelle von Sigismund III. wirkte und er 1630, nach dem Tod von Anerio, die Stelle als Kapellmeister übernahm. 1635 heiratete er die Deutsche Regina Keller. Erst im Jahre 1649 kehrte er aus gesundheitlichen Gründen in seine Heimatstadt zurück, widmete sich dem Unterrichten und schrieb musiktheoretische Abhandlungen. Sein Schüler Angelo Berardi zitiert Scacchi mehrmals und ausdrücklich in seinen Documenti armonici von 1687.
In der Zeit seines Wirkens in Polen unterhielt er rege Kontakte zu italienischen und deutschen Musikern, wie Heinrich Schütz, Johann Stobaeus, Ambrosius Profe (1589–1661), insbesondere aber mit dem Danziger Organisten und Kapellmeister Kaspar Förster dem Jüngeren. Im Streit Kaspar Försters des Älteren mit dem Danziger Organisten Paul Siefert stellte sich Scacchi auf Försters Seite. Siefert und Scacchi veröffentlichten im Streit mehrere Musiksammlungen. Auch mit Romano Micheli (um  1575 – nach 1659) führte er eine polemische Kontroverse über die Urheberschaft bestimmter kontrapunktischer Kompositionstechniken. Andererseits konnten unter seinem Einfluss polnische Komponisten und Mitglieder der Hofkapelle, wie Marcin Mielczewski oder Franciszek Lilius ihren Stil entwickeln.

## Werk
Marco Scacchi, der häufig in seinen Werken die mehrchörige Technik anwandte, schuf etliche Werke geistlicher Vokalmusik, darunter Messen und Madrigale. Ein Oratorium und fast alle seine Bühnenwerke sind verloren. In seinen Kompositionen findet sich eine Synthese aus dem römischen Einfluss seines Lehrers Anerio und dem Stil Claudio Monteverdis.
Des Weiteren war Scacchi während des 17. Jahrhunderts als Autor von musiktheoretischen Schriften bekannt, die sich auf  Diskussionen um die Prima pratica und die Seconda pratica bezogen. Hier sind seine Schriften Cribrum Musicum von 1643 oder Breve discorso von 1649 zu erwähnen.